# John Blanche
John Blanche (1948) es un ilustrador británico especializado en fantasía y ciencia ficción. Es conocido principalmente por su trabajos para Games Workshop como director de arte e ilustrador, que incluye traba en diversas publicaciones de la compañía como la revista White Dwarf, Warhammer Fantasy Battle, Warhammer Fantasy Roleplay, Warhammer 40 000 e ilustraciones para varias publicaciones de la serie de librojuegos Fighting Fantasy.

## Vida
John Blanche nació en el seno de una familia de clase trabajadora en la Inglaterra de la posguerra, creció una vivienda de protección oficial durante la década de 1950, un escenario que él describe como “gris y aburrido”. En busca de una mayor riqueza visual, buscó inspiración en el cine, su colección de soldados de juguete y en las ilustraciones de guerreros históricos.
Durante la década de los 60, Blanche se vio expuesto a numerosas y variadas corrientes artísticas, ingresando finalmente en la escuela de arte, donde desarrollaría su trabajo sobre obras de temática bélica e histórica. Cuenta además que le dijeron que "tenía un espíritu romántico, pero que nunca me ganaría la vida, así que no tenía sentido dedicarme a ello".
Tras dejar la universidad, Blanche trabajó una temporada como asistente de un taxidermista, trabajando modelismo, ilustración sobre fauna y pintando escenas de temática fantástica en su tiempo libre.

## Carrera
Tras descubrir varias publicaciones sobre arte fantástico predominantes en ese momento, Blanche comenzó a trabajar con la esperanza de publicar, mudándose finalmente a Londres, donde entraría en contacto con el artista y editor Roger Dean. Dean le dio la oportunidad de trabajar como ilustrador independiente y Blanche dedicó finales de los 70 y principios de los noventa a la producción de cubiertas e ilustraciones para libros, entre ellos, cinco ilustraciones para el Bestiario de Tolkien por David Day.
También, durante la época de los 70, se convirtió en un ávido coleccionista de miniaturas de metal y de temática fantástica cuando estaban disponibles. En los años posteriores, contribuye con varios artículos para la White Dwarf así como colaborar en la supervisión en varios diseños para miniaturas, llegando a ser premiado en convenciones del hobby por algunos de estos diseños.
En 1977, Blanche pasaría a colaborar definitivamente con Games Workshop, diseñando las cubiertas de la revista y las cubiertas de la primera edición británica de Dragones y Mazmorras, de la que Games Workshop disponía licencia en Reino Unido. A partir de 1979, continuó colaborando como ilustrador regular para la White Dwarf así como diseñando las cajas para las primeras ediciones del juego Warhammer Fantasy Battle en 1983.
Después de que la compañía se trasladara a Nottingham en 1986, Blanche fue ascendido a director artístico de Games Workshop, puesto que conservó hasta mayo de 2023, retirándose de Games Workshop tras 46 años.
En la actualidad, debido a varios problemas de salud, trabaja en sus propios proyectos como miniaturas femeninas grimdark o participar en el diseño de Trench Crusade.

## Estilo y técnica
Blanche es conocido por un estilo de dibujo oscuro y extraño, entre lo gótico y lo punk, algo que ha contribuido ampliamente a dar forma a los universos de Games Workshop con los que ha contribuido.
En los inicios de su carrera, fue influenciado por artistas del cambio de siglo como Arthur Rackham y Kay Nielsen, y su exposición al género de la fantasía a través de escritores como J.R.R.Tolkien. Entre sus artistas favoritos se encuentran Rembrandt, El Bosco, Durero, Matthias Grünewald, Iván Shishkin, los prerrafaelistas,Friedrich, Géricault y Gérôme, y los románticos victorianos, así como ilustradores contemporáneos como Jim Burns y Patrick Woodroffe.